# DL0TUH
Die Funkergruppe DL0TUH ist ansässig an der Technischen Universität Hamburg (TUHH) und betreibt die gleichnamige Funkstation. Sie befasst sich mit elektrotechnischen Projekten im Kontext des Amateurfunks, erprobt diverse Eigenkonstruktionen und ist fester Bestandteil mehrerer Lehrveranstaltungen an der TUHH. Die Gruppe wurde vor ca. 30 Jahren gegründet.

## Projekte und Tätigkeiten
An der zugehörigen Clubstation DL0TUH werden unter anderem auch Projekt- und Masterarbeiten geschrieben. Außerdem beteiligt sich die Gruppe am Cube-Sat Projekt der TUHH. Dazu soll sie die gesamte bodengebundene Funktechnik stellen.
Im Rahmen des elektrotechnischen Projektpraktikums wird eine Amateurfunkausbildung durchgeführt. Parallel dazu wird in diesem Praktikum ein amateurfunkbezogenes Projekt bearbeitet, wie z. B. eine unterbrechungsfreie Stromversorgung für die Amateurfunkstation.
DL0TUH führt Aktivitäten auf den Hamburger Relais durch und tritt als Leitstation bei deutschlandweiten Notfunkübungen auf.

## Flohmarkt
Seit 2017 findet im Hauptgebäude der TUHH regelmäßig ein Amateurfunkflohmarkt statt. Dieser richtet sich fachspezifisch an Funkamateure und Technikinteressierte. Derzeit findet er zweimal im Jahr statt, nämlich einmal am letzten Samstag der Hamburger Pfingstferien sowie um den Jahreswechsel nach Weihnachten.